# Philippe Couvreur
Philippe Couvreur (* 29. November 1951 in Schaerbeek) ist ein belgischer Jurist. Er war zwischen 2000 und 2019 Kanzler des Internationalen Gerichtshofes.

## Leben
Philippe Couvreur wurde 1951 im belgischen Schaerbeek geboren und studierte von 1969 bis 1971 an den Facultés universitaires Notre-Dame de la Paix in Namur und von 1971 bis 1975 an der Université catholique de Louvain (UCL), an der er das Lizenziat in Rechtswissenschaften erlangte. Darüber hinaus ist er Inhaber eines Bachelor-Abschlusses in Thomistischer Philosophie. Weiterführende Studien absolvierte er 1974/1975 am King’s College London, 1975/1976 an der Universität Complutense Madrid sowie 1978 zum Europarecht an der UCL, an der er von 1976 bis 1982 als Dozent wirkte.
Während eines Referendariats in der Rechtsabteilung der Europäischen Kommission war er 1978/1979 unter anderem mit den Vorbereitungen der Aufnahme Spaniens und Portugals in die Europäischen Gemeinschaften befasst. Seit 1982 ist er Mitarbeiter der Verwaltung des Internationalen Gerichtshofes (IGH) in Den Haag. Darüber hinaus lehrte er von 1986 bis 1996 als außerordentlicher Professor für Völkerrecht und vergleichendes Verfassungsrecht an der Facultés Universitaires Saint-Louis in Brüssel. Als Gastprofessor unterrichtete er unter anderem von 1980 bis 1982 Recht Internationaler Organisationen an der Universität Ouagadougou in Burkina Faso sowie seit 1997 Völkerrecht an der UCL.
Im Februar 2000 wurde er erstmals für eine Amtsdauer von sieben Jahren zum Kanzler und damit zum Leiter der Geschäftsstelle und leitenden Verwaltungsbeamten des IGH gewählt. In den Jahren 2007 und 2014 wurde er jeweils in diesem Amt bestätigt. Im Februar 2019 wurde bekannt, dass er sein Amt zum 1. Juli 2019 auf eigenen Wunsch aufgeben wird. Am 22. Mai 2019 wurde Philippe Gautier zu seinem Nachfolger gewählt, der das Amt am 1. August 2019 antrat.
Philippe Couvreur ist korrespondierendes Mitglied der spanischen Real Academia de Ciencias Morales y Políticas.